# Tajmir
Tajmir je pesniška zbirka Milana Vincetiča. Zbirka je izšla leta 1991 pri Pomurski založbi.

## Vsebina
Zbirka je razdeljena v sedem ciklov s po sedmimi pesmi v vsakem z uvodno in zaključno pesmijo: Pesem o začetku in Pesem o koncu. Ti dve pesmi tudi uvajata erotično pričakovanje in hrepenje, ki pri koncu dobita ironičen komentar.  
Pesnik uvaja novo obliko pesmi - tri štirivrstične kitice. Prva kitica je podaljšana s dvostišjem, ki pretrga gladki tok pesmi in tako ustvari dramatični učinek. 
V pesmi se vrača lirski subjekt, ki tokrat ne nastopa le kot komentar, temveč tudi kot glavna oseba dogajanja, predvsem v cilih Intima, Absint, Spleen in Predmeti. Pesnik se med svojimi čustvi sprehaja kot neprizadet opazovalec, ki si sebe ogleduje le kot zanimivo pokrajino.